# Lukavec Klanječki
 Lukavec Klanječki  falu Horvátországban Krapina-Zagorje megyében. Közigazgatásilag Kraljevec na Sutlihoz tartozik.

## Fekvése
Zágrábtól 34 km-re északnyugatra, községközpontjától  1 km-re északra a Zagorje területén, a Szutla völgyében, a megye délnyugati részén, a szlovén határ mellett fekszik.

## Története
A falunak 1857-ben 98, 1910-ben 141 lakosa volt. Trianonig Varasd vármegye Klanjeci járásához tartozott. 2001-ben 74 lakosa volt.

## Külső hivatkozások
Kraljevec na Sutli község hivatalos oldala